# 千々和竜策
千々和 竜策（ちぢわ りゅうさく、1969年5月27日 - ）は、日本の男性声優。東京都出身。父は歌人、詩人の千々和久幸。プロダクション・エース所属。既婚。

## 略歴
横浜隼人高等学校、日本工学院八王子専門学校卒業。東京演劇学院声優科、東京アナウンスアカデミー声優養成コース/実践コース、マウスプロモーション附属俳優養成所卒業。
以前は同人舎プロダクション、マウスプロモーション（2005年 - 2009年）、ガジェットリンク、アプトプロに所属していた。

## 人物
幼少期はアニメ、海外映画などを見て「あ、この人は面白い演技をするな」とエンドロールで声優の名前を必ずチェックするような子供であり、小学生の頃は効果音のレコードを買ったりしており、それを使ってラジオドラマを制作していた。
中学生の頃からバンド活動を始めて、音楽の専門学校に通ってプロのバンドマンになろうと考えていたが挫折し、「じゃあ、何をやろう」と考えていた時に、子供の頃からの憧れだった声優の世界に入ろうと決めて声優を目指した。
『銀河鉄道物語』の村瀬龍作役が初レギュラーで、龍作の名は千々和の名前からとられている。
趣味は音楽鑑賞、映画鑑賞、落語鑑賞、日本酒、ワイン、スコッチ（勉強中）、スティーブ・マックィーン。特技は楽器（ドラム）。

## 出演

### テレビアニメ
2003年
- 銀河鉄道物語（2003年 - 2006年、村瀬龍作、車掌〈707号〉、フーバー、父、男）- 2シリーズ

2004年
- ごくせん（安室）
- 月詠 -MOON PHASE-（石竜）

2005年
- エレメンタル ジェレイド（フェロ・ダ・スティーロ、ラグウルス）
- 格闘美神 武龍（2005年 - 2006年、編集長、ヤンキーA、先生、主人、道場生）- 2シリーズ
- NARUTO -ナルト-（2005年 - 2006年、黒鍬衆、アカデミーの教官、酒場の客、五寸釘の手下、若い大工）
- バジリスク 〜甲賀忍法帖〜（風待将監）
- 焼きたて!!ジャぱん（スタッフ、観客）

2006年
- N・H・Kにようこそ!（草野の父、モンスター）
- 金色のコルダ〜primo passo〜（星奏学院生徒）
- コヨーテ ラグタイムショー
- 彩雲国物語（2006年 - 2007年、青巾党の男、武官）
- シュヴァリエ 〜Le Chevalier D'Eon〜（オルレアン公）
- 009-1（ボディーガードB、スパイ）
- デジモンセイバーズ（エレキモン/ガルルモン（黒）、ピコデビモン）
- BLACK BLOOD BROTHERS（マーカス、吸血鬼、刺客、職員、隊員）
- 武装錬金（先生）
- Project BLUE 地球SOS（パイロットB）
- 無敵看板娘（客A）
- 夜明け前より瑠璃色な 〜Crescent Love〜（職員、衛兵、貴族）
- 妖怪人間ベム（2006年版）（不動産屋、運転手）
- 吉宗（悪代官）

2007年
- アイドルマスター XENOGLOSSIA（置引）
- 風のスティグマ（男、若者）
- 鋼鉄三国志（長老）
- 人造昆虫カブトボーグ V×V（漁師、ゴンザレス、不良）
- School Days（アナウンス、ピーター）
- 素敵探偵ラビリンス（2007年 - 2008年、コウモリ、景山、タカシ、警官、課長、商店主、運転手）
- ZOMBIE-LOAN（みちるの叔父、ウルフ、警備員2）
- 鉄子の旅（アナウンス、駅員、車内アナウンス 他）
- 東京魔人學園剣風帖 龖（四ツ木竜太）- 2シリーズ
- ひだまりスケッチ（男子生徒）
- 魔法少女リリカルなのはStrikerS（魔導師）
- レンタルマギカ（山田和志）
- ロミオ×ジュリエット（リューバ軍隊長）

2008年
- あかね色に染まる坂（コック長）
- ヴァンパイア騎士（門番）
- GUNSLINGER GIRL -IL TEATRINO-（アレッシオ）
- 今日からマ王!（白い鴉の男）
- 銀魂（伊東父親）
- ゴルゴ13（ソルジャー）
- 純情ロマンチカ2（角遼一）
- スキップ・ビート!（マリアの父）
- スレイヤーズREVOLUTION（バーサー）
- テイルズ オブ ジ アビス（フロントの男）
- とある魔術の禁書目録（医者）
- 隠の王（灰狼衆）
- のらみみ（マイの父親）
- BLEACH（死神、門番、使用人）
- マッハガール（保安官）
- ロザリオとバンパイア CAPU2（不良）

2009年
- アラド戦記〜スラップアップパーティー〜（村人D）
- VIPER'S CREED（イクシマ）
- エグザムライ戦国（落武者）
- 鋼殻のレギオス（16小隊隊員）
- 地獄少女 三鼎（中砂、管理部長）
- 戦国BASARA（三好三人衆 弟1）
- 大正野球娘。（靴屋）
- 続 夏目友人帳（カリメ）
- タユタマ -Kiss on my Deity-（ニュースキャスター、警備員、蛇男、管制官）
- WHITE ALBUM（TVアナウンサー）

2010年
- 荒川アンダー ザ ブリッジ×2（週刊少年ヤンヤン編集長）
- おおかみかくし（兄貴）
- ケロロ軍曹（男、クロモ）- 2シリーズ
- 薄桜鬼（2010年 - 2016年、伊東甲子太郎）- 2シリーズ
- RED GARDEN（ドロル）

2011年
- 世界一初恋（角遼一）
- 未来日記（信者 林）

2012年
- アクセル・ワールド（発電アバター）
- ココロコネクト（医師）

2014年
- ブレイク ブレイド（バルド隊隊員C）

2018年
- うちのメイドがウザすぎる!（黒服）

2019年
- 群青のマグメル（クリクス父）

2023年
- アンデッドガール・マーダーファルス（ビングリー兄弟）

### 劇場アニメ
1992年
- 走れメロス

2007年
- 劇場版 NARUTO -ナルト- 疾風伝（地下宮殿警備兵）
- ビー・ムービー（ガンミル）
- ふるさと-JAPAN

2009年
- 宇宙戦艦ヤマト 復活篇
- ホッタラケの島 〜遥と魔法の鏡〜

2011年
- ブレイク ブレイド（テスト搭乗士A）

2012年
- ドラゴンエイジ -ブラッドメイジの聖戦-（ブラッドメイジ部下）

2013年
- 劇場版 薄桜鬼 第一章 京都乱舞（伊東甲子太郎）

### OVA
- 円盤皇女ワるきゅーレ 星霊節の花嫁（2005年、運転手）
- HELLSING（2006年、北春日部老人会）
- AIKa R-16:VIRGIN MISSION（2007年、クルー達）
- School Days 〜マジカルハート☆こころちゃん〜（2008年、田中君）
- 日本昔ばなし・世界名作童話（2009年、わたなべのつな、おおてんぐ、古道具屋、使者、村人、青鬼、使いの者、おじさん）
- うる星やつら ザ・障害物水泳大会（2010年、生徒）
- かってに改蔵（2011年、ライオン、社長）
- 薄桜鬼 雪華録（2011年、伊東甲子太郎）

### ゲーム
2004年
- 解決!オサバキーナ（ガンス・マクハリメッセ）

2005年
- Twelve〜戦国封神伝〜（群衆）
- パーフェクトダーク ゼロ（トルーパー）
- 義経英雄伝修羅（平行盛、平知康、石田為久、貴族 他）

2006年
- 神業 -KAMIWAZA-（五右衛門、赤武士、同心2）
- 神曲奏界ポリフォニカ1&2話BOXエディション
- 戦国BASARA2（五本槍、敵兵、村人他）
- ドルアーガオンライン THE STORY OF AON（ゲイト）
- planetarian 〜ちいさなほしのゆめ〜（老屑屋）

2007年
- 戦国BASARA2 英雄外伝（五本槍、敵兵、村人 他）

2008年
- アーマード・コア フォーアンサー（チャンピオン・チャンプス、ラスター18）
- 侍道3（藤森兵、野武士、村人、町人）
- 12RIVEN -the Ψcliminal of integral-
- 薄桜鬼 〜新選組奇譚〜（伊東甲子太郎）
- PRISM ARK -AWAKE-
- 428 封鎖された渋谷で（安田大成、車内兵士C）
- レイトン教授と最後の時間旅行 ※ニンテンドーDS

2009年
- サモンナイトX 〜Tears Crown〜
- 天誅4（野武士）

2010年
- 薄桜鬼 巡想録（伊東甲子太郎）
- 薄桜鬼 遊戯録（伊東甲子太郎）

2011年
- 戦国BASARA3 宴（三好三人衆〈弟〉）

2012年
- 薄桜鬼 幕末無双録（伊東甲子太郎）
- 薄桜鬼 遊戯録弐 祭囃子と隊士達（伊東甲子太郎）

2013年
- 薄桜鬼 鏡花録（伊東甲子太郎）

2015年
- 薄桜鬼 真改 風ノ章（伊東甲子太郎）

### ラジオドラマ
- VOMIC
  - CLOTH ROAD（8823）
  - バドガール（コーチ）
- ラジオドラマ『星界の戦旗III』（スウォッシュ）
- ラジオドラマ『星界の戦旗IV』（ティン・クイハン）

### 吹き替え

#### 映画
- アイアンマン（プラット）※劇場公開版（ソフト収録）、（J.A.R.V.I.S.）※機内上映版
- アウトブレイクX（ブレイリン）
- アサルト13 要塞警察
- アメリカン・ホストクラブ（アーチボルド）
- アルマゲドン2008
- インディ・ジョーンズ/魔宮の伝説 ※WOWOW版（BD収録）
- 大いなる陰謀
- 強敵（ド社長）
- ザ・スナイパー
- G.I.ジョー（ブレーカー）
- ソフィー・マルソーの愛人（ベルトラン・デルピール〈ヴァンサン・ペレーズ〉）
- ゾンビリアン（スラッシャー）
- ダークナイト ※ソフト版
- ダ・ヴィンチ・コード（ジャンキー）※劇場公開版（ソフト収録）
- 007 慰めの報酬
- 盗聴犯 死のインサイダー取引（ジョン〈ラウ・チンワン〉）
- 盗聴犯 狙われたブローカー（ロー〈ラウ・チンワン〉）
- ハンコック（警察署長）
- バンテージ・ポイント（ハインキン）
- ベッドタイム・ストーリー
- ラスベガスをぶっつぶせ
- リメンバー・ミー（エイダン・ホール〈テイト・エリントン〉）
- レボリューショナリー・ロード/燃え尽きるまで

#### ドラマ
- ICarly（ダーク）
- アントラージュ★オレたちのハリウッド（エリック）
- WITHOUT A TRACE/FBI 失踪者を追え!3 #1
- ヴェロニカ・マーズ（ディック・カサブランカス、クリフ・マコーミック）
- エリザベス1世 〜愛と陰謀の王宮〜
- GALACTICA/ギャラクティカ（クラッシュダウン、セコウ・ハミルトン、アーロン・ドラル広報官）
- ギルモア・ガールズ（スティーブ）
- 三国志 呂布と貂蝉（華佗 / ナレーション）
- 笑傲江湖（労徳諾、桃幹仙）
- 流星花園II（トク）
- ビッグバン★セオリー ギークなボクらの恋愛法則（レナード・ホフスタッター〈ジョニー・ガレッキ〉）
- ミディアム 霊能者アリソン・デュボア（S3：副保安官、中継アナウンス、廷吏、ほか/S4：ディヴィッド・バーリントン/S7：ギャヴィン・フィンチ）

#### アニメ
- アクアキッズ（オラ、オーキ）
- 手裏剣スクール（クボ先生）
- スター・ウォーズ 反乱者たち（ガル・トレイヴィス）
- スパイダーマン&アメイジング・フレンズ（ウェルズ教授）
- スペクタキュラー・スパイダーマン（ジョージ・ステーシー、マックス・ディロン / エレクトロ）

### 特撮
- 仮面ライダーキバ（2008年、ライノセラスファンガイアの声）
- 獣電戦隊キョウリュウジャー（2013年、ビューティフルゾリー魔ーの声）

### オーディオブック
- 深追い（ナレーター）